# (9640) Lippens
(9640) Lippens (1994 PP26) – planetoida z pasa głównego asteroid okrążająca Słońce w ciągu 3,79 lat w średniej odległości 2,43 j.a. Odkryta 12 sierpnia 1994 roku.